# 189 (число)
189 (Сто вісімдеся́т де́в'ять) — натуральне число між  188 та  190.
- 189 день в році — 8 липня (у високосний рік 7 липня).

## У математиці
- Є числом виду {\displaystyle n^{3}+(n+1)^{3}}
- 189 — непарне число.
- 189 — складене число.
- 189 розкладається за розрядами як 189 = 1*102+8*101+9*100

Подільники числа 189: 1, 3, 7, 9, 21, 27, 63, 189.

## В інших галузях
- 189 рік, 189 до н. е.
- NGC 189 — розсіяне скупчення в сузір'ї Кассіопея.